# Farmville (Carolina del Nord)
Farmville és una població dels Estats Units a l'estat de Carolina del Nord. Segons el cens del 2008 tenia 4.615 habitants.

## Demografia
Segons el cens del 2000, Farmville tenia 4.302 habitants, 1.839 habitatges i 1.202 famílies. La densitat de població era de 535,8 habitants per km².
Dels 1.839 habitatges en un 26,6% hi vivien nens de menys de 18 anys, en un 38,8% hi vivien parelles casades, en un 22,5% dones solteres, i en un 34,6% no eren unitats familiars. En el 32,1% dels habitatges hi vivien persones soles el 16,9% de les quals corresponia a persones de 65 anys o més que vivien soles. El nombre mitjà de persones vivint en cada habitatge era de 2,33 i el nombre mitjà de persones que vivien en cada família era de 2,93.
Per edats la població es repartia de la següent manera: un 23,9% tenia menys de 18 anys, un 7,4% entre 18 i 24, un 23,4% entre 25 i 44, un 26,3% de 45 a 60 i un 18,9% 65 anys o més.
L'edat mediana era de 42 anys. Per cada 100 dones de 18 o més anys hi havia 71,6 homes.
La renda mediana per habitatge era de 29.229 $ i la renda mediana per família de 38.918 $. Els homes tenien una renda mediana de 31.543 $ mentre que les dones 21.968 $. La renda per capita de la població era de 20.582 $. Entorn del 14,6% de les famílies i el 20,6% de la població estaven per davall del llindar de pobresa.

## Poblacions més properes
El següent diagrama mostra les poblacions més properes.